# Liste der Nummer-eins-Hits in den Cash Box Charts (1981)
Diese Liste enthält alle Nummer-eins-Hits in den amerikanischen Cash Box Charts im Jahr 1981. Es gab in diesem Jahr 21 Nummer-eins-Singles.
| Singles |
| --- |
| - John Lennon – (Just Like) Starting Over - 5 Wochen (27. Dezember 1980 – 30. Januar 1981) - Blondie – The Tide Is High - 2 Wochen (31. Januar – 13. Februar) - Kool & The Gang – Celebration - 1 Woche (14. Februar – 20. Februar) - Eddie Rabbitt – I Love a Rainy Night - 1 Woche (21. Februar – 27. Februar) - Dolly Parton – 9 to 5 - 1 Woche (28. Februar – 6. März) - REO Speedwagon – Keep On Loving You - 1 Woche (7. März – 13. März) - John Lennon – Woman - 2 Wochen (14. März – 27. März) - Blondie – Rapture - 2 Wochen (28. März – 10. April) - Daryl Hall and John Oates – Kiss on My List - 1 Woche (11. April – 17. April) - Sheena Easton – Morning Train (Nine to Five) - 5 Wochen (18. April – 22. Mai) - Smokey Robinson – Being with You - 1 Woche (23. Mai – 29. Mai) - Kim Carnes – Bette Davis Eyes - 3 Wochen (30. Mai – 19. Juni, insgesamt 5 Wochen) - Stars on 45 – Stars on 45 (Medley)1 - 2 Wochen (20. Juni – 3. Juli) - Kim Carnes – Bette Davis Eyes - 2 Wochen (4. Juli – 17. Juli, insgesamt 5 Wochen) - Air Supply – The One That You Love - 1 Woche (18. Juli – 24. Juli) - Rick Springfield – Jessie’s Girl - 1 Woche (25. Juli – 31. Juli) - Oak Ridge Boys – Elvira - 1 Woche (1. August – 7. August) - Joey Scarbury – Theme From „Greatest American Hero“ - 1 Woche (8. August – 14. August) - Diana Ross & Lionel Richie – Endless Love - 9 Wochen (15. August – 16. Oktober) - Christopher Cross – Arthur’s Theme (Best That You Can Do) - 4 Wochen (17. Oktober – 13. November) - Daryl Hall and John Oates – Private Eyes - 1 Woche (14. November – 20. November) - Olivia Newton-John – Physical - 8 Wochen (21. November 1981 – 15. Januar 1982) |

Fußnote
1 Medley: Intro Venus / Sugar Sugar / No Reply / I'll Be Back / Drive My Car / Do You Want to Know a Secret / We Can Work It Out / I Should Have Known Better / Nowhere Man / You're Going To Lose That Girl / Stars on 45